# Barsabores (marzobã)
Barsabores (em grego: Βαρσαβώρης) ou Varaz-Xapu (em armênio: Վարազ-Շապուհ; Varazšapuh) foi um oficial sassânida do século IV, ativo durante o reinado do xá Sapor II (r. 309–379). É mencionado nas Histórias Épicas de Fausto, o Bizantino. A historiadora Nina Garsoïan sugere que seja uma personagem fictícia.

## Nome
Barsabores (Βαρσαβώρης, Barsabṓrēs) ou Barassaborses (em grego: Βαρ(ασ)σαβορ(σ)ης, Bar(as)sabṓr(s)ēs) são as formas gregas do nome composto Varaz-Xapu (em armênio: Վարազ-Շապուհ; Varaz-Šapuh). Varaz (Վարազ) derivou do persa médio e parta Varaz (Warāz), que por sua vez derivou do avéstico Varaza (Warāza, "javali selvagem"). Foi registrado em latim como Varazes, em grego como Barazes (Βαράζης, Barázēs), Uarazes (Ουαράζης, Ouarázēs) e Guraz (Γουραζ, Gouraz). Já o nome Xapur (Šapur) combina as palavras šāh (rei) pūr (filho), significando literalmente "filho do rei". Seu nome foi utilizado por vários reis e notáveis durante o Império Sassânida e além e deriva do persa antigo Quexaiatia.putra (*xšayaθiya.puθra). Pode ter sido um título, mas ao menos desde as últimas décadas do século II tornou-se um nome próprio. Foi registrado em parta (𐭔𐭇𐭉𐭐𐭅𐭇𐭓, šḥypwḥr) e persa médio (𐭱𐭧𐭯𐭥𐭧𐭥𐭩, šhpwr-y) como Xapur, em pálavi maniqueísta como Xabur (em parta: 𐫢𐫀𐫁𐫇𐫍𐫡, Š’bwhr), no livro pálavi como Xapur (šhpwhl), em armênio como Xapu (Շապուհ, Šapuh) e Xapur (Շապուրհ, Šapurh), em siríaco como Xabor (ܫܒܘܪ, Šāḇōr), em sogdiano como Xapur (š’p(‘)wr), em grego como Sapores (Σαπώρης, Sapṓrēs), Sabur (Σαβούρ, Saboúr) e Sabor (Σαβόρ, Sabór), em latim como Sapores e Sapor, em árabe como Assabur (الصبور, al-Sābūr) e em persa novo como Xapur (شاپور / شاه پور, Šāpur / Šāhpur), Xafur (شاهفور, Šahfur), etc.

## Vida

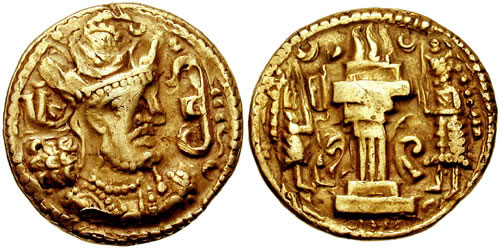
Dinar de r.

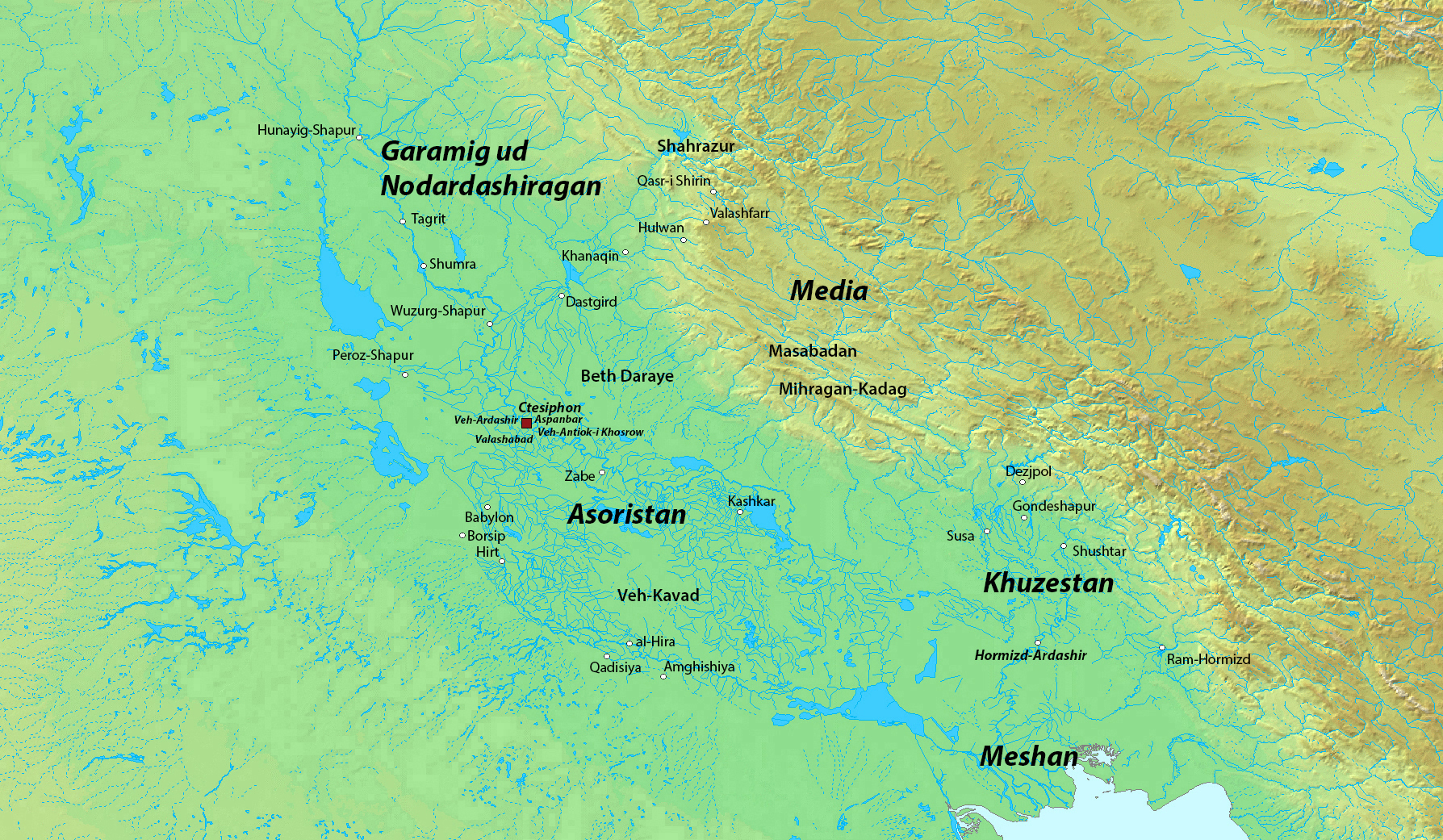
Assuristão e províncias vizinhas

Como Varazes-Sapor, foi citado somente nas Histórias Épicas de Fausto, o Bizantino, mas Nicholas Adontz e outros estudiosos consideram que seja o embaixador Barsabores que, segundo Pedro, o Patrício, foi enviado pelo xá Narses I (r. 262–302) ao imperador Diocleciano (r. 284–305) em 298 no contexto das guerras entre os Impérios Romano e Sassânida. Também dizem que quiçá era parta e pertencia à Casa de Surena, uma das sete clãs do Irã. No fim do rei Tigranes VII (r. 339–350) da Armênia, segundo Fausto, era marzobã no Azerbaijão. Diz-se que à época Tigranes e Sapor II (r. 309–379) estavam em paz e o senecapetes Pisagas Siuni foi enviado como emissário a Barsabores, com quem firmou laços de amizade e relatou sobre o famoso corcel de Tigranes. O marzobã invejou o animal e enviou Pisagas de volta com uma carta exigindo o animal, mas o rei se negou. Ciente de que o emissário podia criar discórdia entre eles, Tigranes buscou o corcel mais semelhante possível e ordenou que Pisagas o levasse ao marzobã com presentes e cartas oficiais. Pisagas usou a oportunidade para disseminar a discórdia entre eles e Barsabores, furioso, mandou carta a Sapor[a] difamando o rei. Ao mesmo tempo, Barsabores enviou carta a Tigranes alegando que queria visitá-lo em respeito ao amor que nutria. Chegou em Apaúnia com três mil homens e foi bem recebido, mas logo soube por Pisagas que foi ali recebido porque, segundo palavras do próprio Tigranes, aquela terra possuía poucos animais para caçar, uma vez que o rei se recusou a levar o oficial sassânida para as grandes zonas de caça do país.
Barsabores ficou ainda mais enfurecido e aguardou a oportunidade certa para se vingar. Alguns dias depois, convidou Tigranes a uma festa em sua honra. Depois que o rei e os seus soldados estavam bêbados, ordenou que seus homens cercassem todos e Tigranes foi preso nos pés e nas mãos com correntes, enquanto viu seus tesouros, sua esposa e filho serem levados. Barsabores levou o butim e o rei para a vila de Dalarique, onde teria dito: "Agora, então! Tragam carvões [brilhantes] para aquecer o ferro até o ponto incandescente, a fim de queimar os olhos do rei da Armênia." Tigranes perdeu a visão e disse que a localidade, cujo nome significava "Verde", devia se chamar agora Acul, ou seja, "carvões". Então, as tropas se apressaram rumo ao Assuristão, à capital de Ctesifonte, para entregar o rei ao xá. Os nacarares (nobres) e oficiais militares armênios se reuniram e caçaram-nos, mas não conseguiram salvar o rei, e decidiram pilhar e capturar territórios do Império Sassânida como retaliação. Sapor respondeu conduzindo uma expedição em grande escala na Armênia. Os armênios enviaram os emissários Arsabero I e Antíoco II para Constantinopla, capital do Império Romano, e pediram ajuda do imperador Constâncio II (r. 337–361),[a] que concordou em ajudar. O exército romano parou em Satala antes de marchar ao campo persa em Oscai, onde o exército armeno-romano derrotou Sapor decisivamente. Ao voltar à sua corte, o xá investigou as causas do conflito e soube que tudo começou porque Barsabores queria o cavalo real. Em resposta, removeu sua diadema e seu robe cerimonial e o torturou. Depois, ordenou que sua pele fosse arrancada e recheada com palha e pendurada em praça pública como espetáculo de censura.

## Avaliação
Para H. Gelzer, Nina Garsoïan, Nicholas Adontz e K. Melik'-Ohanjanyan, os dois capítulos nos quais Barsabores é citado nas Histórias Épicas são presumivelmente inteiramente construídos a partir da tradição popular de eventos históricos do período, de modo que ambos não devem ser levados em conta como relatos fieis do fim da vida de Tigranes, ou mesmo da carreira de Barsabores. Os capítulos estão cheios de simbolismo e acumulam epítetos oriundos da tradição épica oral, bem como são inconsistentes na apresentação dos monarcas da Pérsia e de Roma (ora os omitindo, ora citando indivíduos anacrônicos ao contexto) e omitem o asparapetes, que seria comandante-em-chefe das tropas do país aquando da investida dos nobres contra os invasores.